# Antonia ovata

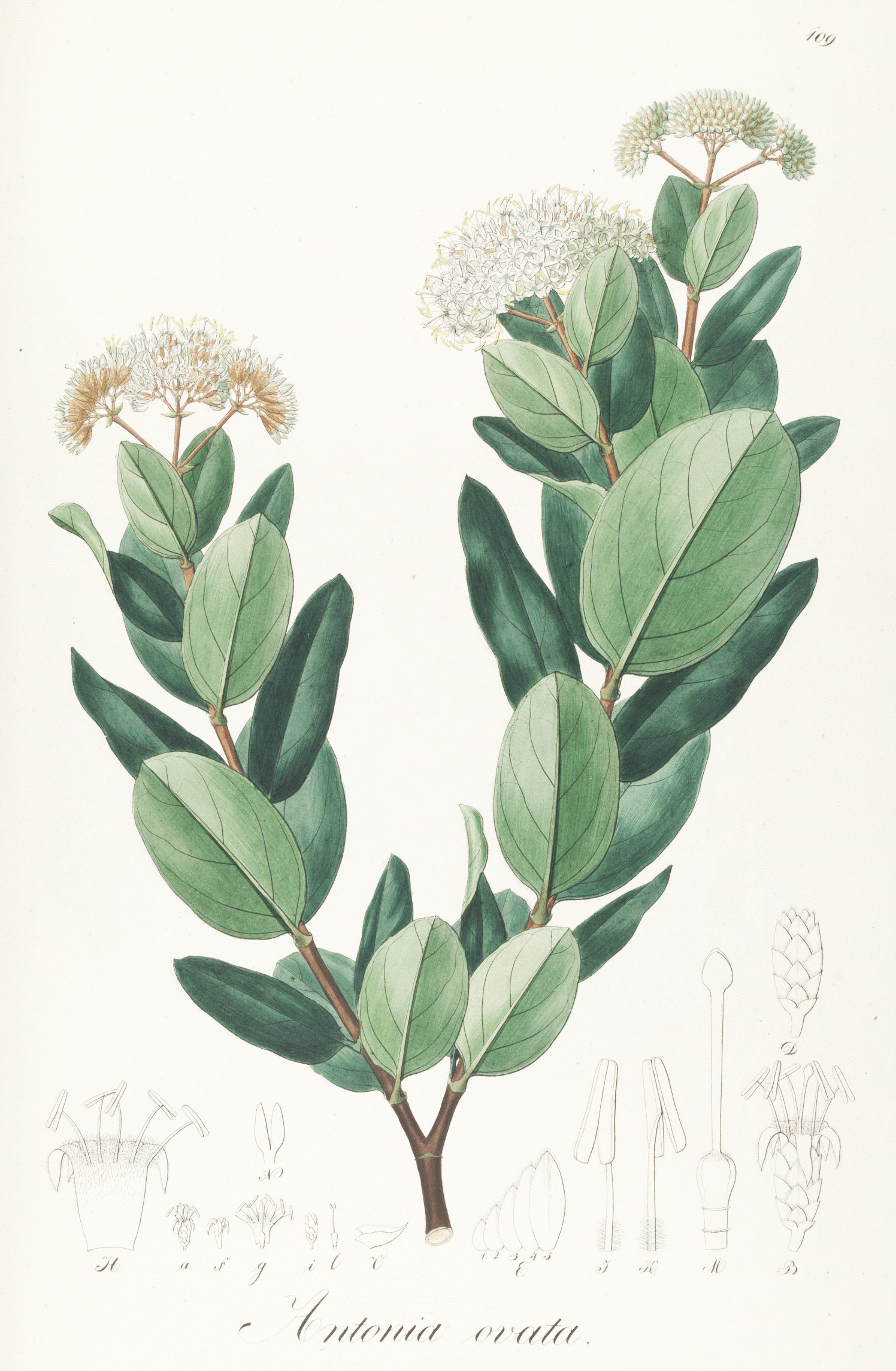
Illustration von Antonia ovata

Antonia ovata ist eine Pflanzenart in der Familie der Brechnussgewächse aus dem mittleren bis nördlichen Südamerika. Es ist die einzige Art der Gattung Antonia.

## Beschreibung
Antonia ovata wächst in der Savanne als kleinerer Strauch oder im Regenwald als Baum bis 20–30 Meter oder etwas mehr hoch. Der Stammdurchmesser erreicht 35–50(60) Zentimeter. Es sind kleinere Wurzelanläufe vorhanden. Die braun-graue Borke ist leicht furchig.
Die einfachen, kurz gestielten und ledrigen, dicklichen Laubblätter sind kreuzgegenständig. Der kurze Blattstiel ist bis 1 Zentimeter lang. Die Blätter sind ganzrandig, eiförmig oder elliptisch bis rundlich und abgerundet bis eingebuchtet oder rundspitzig. Die 4–10 Zentimeter langen Blätter sind oberseits kahl und unterseits teils schwach bis leicht behaart. Die Nervatur ist gefiedert mit bogigen Seitenadern. Es sind minimale Nebenblätter vorhanden.
Es werden end- oder achselständige, kleine aufrechte Doppeldolden gebildet, die meist zu zweit bis dritt zusammenstehen. Am Blütenstandsstiel sowie an den Verzweigungen und Döldchen sind oft abfallende Tragblätter vorhanden. Die duftenden, fünfzähligen und gestielten, gelblichen bis weißen, cremefarbenen, kleinen und zwittrigen Blüten mit doppelter Blütenhülle sind von einigen, grünlichen und mehrkreisigen (3–4), schuppenförmigen und dachigen Deckblättern (Außenkelch) unterlegt. Die freien, 4–5 Millimeter langen, grünlichen Kelchblätter sind bewimpert. Die Petalen sind stieltellerförmig verwachsen, mit zurückgelegten bis umgerollten, eilanzettlichen Zipfeln. Die Krone ist innen am Schlund behaart und die Kronzipfel sind etwa gleich lang wie die 4–5 Millimeter lange Kronröhre. Die vorstehenden 5 freien Staubblätter, mit am Grund haarigen Staubfäden und pfeilförmigen Antheren sind im Schlund angeheftet. Der zweikammerige, oben etwas behaarte Fruchtknoten ist oberständig, mit einem langen Griffel mit kopfiger, teils leicht zweilappiger Narbe.
Unten im Kelch, in den Blatt- und Tragblattachsel sind Kolleteren, Drüsenzotten ausgebildet.
Es werden kleine, zweiklappige, septizide, kahle und dunkelbraune, etwa 7–9 Millimeter lange, längliche Kapselfrüchte mit beständigem Kelch und Außenkelch gebildet. Sie enthalten 2–4 rundum geflügelte, dunkelbraune, flache Samen und sie öffnen sich an der Spitze mit den meist leicht zweiteiligen Klappen. Die Samen mit den membranösen und leicht durchsichtigen Flügeln sind 7–8 Millimeter lang.

## Taxonomie
Die Erstbeschreibung der Gattung Antonia und der Art Antonia ovata erfolgt 1831 durch Johann Baptist Emanuel Pohl in Pl. Bras. Icon. Descr. 2: 13, 14, t. 109. Der Gattungsname ehrt den österreichischen Erzherzog Anton Viktor von  Österreich (1779–1835). Synonyme der Art sind Antonia ovata var. excelsa Paula, Antonia ovata var. glabra Progel, Antonia ovata var. pilosa (Hook.) Progel, Antonia pilosa Hook. und Antonia pubescens Bong.

## Verwendung
Das Holz ist bekannt als Inyak, Inacú oder Tamanokware. Es ist mittelschwer, moderat beständig und es wird für einige Anwendungen genutzt.
Zerkleinerte Blätter oder der Blattextrakt können als Fischgift oder Insektizid verwendet werden.